# Lestodelphys halli
Lestodelphys halli (патагонський опосум) — опосум, що поширений у південній частині Аргентини.

## Морфологічна характеристика
| Зубна формула |
| ------------- |
| I5 C1 P3 M4   |
| I4 C1 P3 M4   |

Волосяний покрив короткий, м'який, щільний; на спині — темно-сірий; на череві й лапах — білий. Є білі плями над очима і чорні кільця навколо очей. Мордочка коротка, але щоки широкі. Довжина голови й тулуба: 132—144 мм. Хвіст напівчіпкий, з коротким сіруватим волосяним покривом зверху і білуватим — знизу; у довжину 81–99 мм, що становить приблизно 75 % довжини голови й тулуба. Вуха круглі та короткі, приблизно 18–22 мм у довжину. Ікла довгі й прямі.

## Середовище проживання
Цей вид обмежений південною та центральною Аргентиною.
Живе у ксеричному середовищі фітогеографічних провінцій Патагонії та Монте. Населяє безлісні місцевості, луки та сухі чагарники в помірно-холодній посушливій Патагонії та обмежених частинах екорегіонів Монте.

## Спосіб життя
Раціон складається з комах, мишей, дрібних птахів і, ймовірно, фруктів, залежно від достатку та доступності. Цей вид переважно наземний, але може добре лазити і зариватися у легкі субстрати.
Вони переважно нічні та солітарні. Оскільки ці тварини живуть в районах з довгою суворою зимою, то входять в періоди заціпеніння, щоб пережити періоди низької доступності їжі або екстремального холоду. Цей торпідний стан зазвичай триває від 2 до 7 годин; однак це може тривати до 4 днів. Ці опосуми накопичують жир біля основи свого хвоста. Товщина хвоста помітно змінюється в залежності від живлення. Вони використовують свої довгі кігті, щоб копати їжу або сховок. Ці тварини також вправні дереволази та стрибуни. У неволі особини однієї статі не агресивні на відміну від більшості опосумів.

## Загрози й охорона
Для цього виду немає серйозних загроз, хоча деяким субпопуляціям загрожують тваринництво та сільське господарство, а також їхній вплив на руйнування ґрунтів та опустелювання. Проживає на кількох заповідних територіях.